# Почеци средњовековне уметности
Почеци европске уметности углавном обухватају варварску уметност која је уметност и култура келтских и германских племена око половине првог миленијума.

## Историјски преглед уметности  варвара
1. фаза у којој су биле прве најезде варвара против римске империје и били су у вези са војничком анархијом у половини 3. века- Алемани, Франци и др. Проникли су у Византију и јужну Италију, Саси су се настанили на тлу Велике Британије. У 4. веку се надовезују трговински односи и преобраћају се Готи на аријске хришћане. Варвари су били примани у римску војску и постајали су римски савезници.
2. фаза у којој Хуни и Татарски номади због којих је Кина градила кинески зид су надирали под притиском Монгола и сусрели су се са Остроготима око 370. године. Варвари су пред њима бежали. Визиготи Алариха су напали Грчку (395. г.) и после Италију и поробили су Рим (410. г.). Крајем века дошли су кроз Провансу у Шпанију. Вандали скупа са Аланима пустошили су Галију све до Пиренеја као и Шпанију и северну Африку. За време краља Генсериха дошли су све до Рима и добили су га 455. године. Скандинавијски Бургунди и Германски Алемани су се настанили у источној Галији. Германски Франци настањивали су север и отказивали су послушност римској империји.
3. фаза у којој су се око 405. године Хуни настанили у Угарској и асимилирали су Иранце и Германе и под вођством Атиле напали су 443. године Константинопољ, после чега су напали и Париз и продрли су све до Рима да би се повукли.
Римско царство је пропадала и њено место је заузело пет варварских држава: Вандалска у северној Африци, Визиготска од Гибралтара до Лоаре, Остроготска, Бургундска и Франачка. Франачка је држева била преобраћена у хришћанство од стране Хлодовеха I и његових доприноса који је брзо поробљавао своје суседе. Византију је уништило краљевство Вандала (533. године) и Острогота (555. године) а Италију су угрожавали Лангобарди балтичког порекла који су били прогнани од стране азијских Авара- у Италији су се појавили 568. године а 751. године су добили Равену.
Меровејски краљеви су раширили Франачку империју преко Рајне. Каролинзи су сарађивали са црквом и то углавном за време Гргура Великог (590. – 604. године)

## Оријентални утицаји
Од краја 5. века и пре долазка барбара су се појавили у римској империји азијске технике (орнаменти) и украси. Најпре су допрле до Сирије у сликама у Дура Европос и Палмиру у 2. – 3. веку и раширили су их легије и купци и трговци као и монаси и путници.
Утицаји који су утицали на скулптуру, сликарство и златарство нарочито су се испољили у иконографији. Мотиви са хералдичким животињама испод дрвета живота су из Месопотамије преузели Саси.
У римској војсци је било много германских савезника и римске војсковође су волели производе барбарског златарства. Од 5. века бележи се много средоземних и барбарских утицаја и ка њиховом споју долази у Галији од 6. – 9. века и овим утицајима је подложна Ломбардија, Немачка, Енглеска и Шпанија.

## Порекло
Германи су дуго знали за само германски орнамент који је био карактеристичан за бронзано доба. Преузели су га од Скита, Сармата и Иранских народа са којима су долазили у додир у 2. веку у јужној Русији. Скитска уметност се карактерисала лепим зооморфним стилом који је изгубио своју чистоћу под утицајем грчке уметности. Овалав стил се истовремено појавио код Сармата и проширио се на све крајеве Европе у 5. веку.
У 4. веку почели су Германи под притиском Хуна напредовати ка западу и доносили су собом предмете и украсе различитог порекла.

## Примењена уметност
Уметност варвара је позната из гробница Франака, Бургундоваца, и Визигота. Била је орнаментална и одликовала се животињским стилом, као и златарском техником. Омиљени су били драгоцени метали и одавали су утиске богатства и раскоши. Волели су да употребљавају геометријске декоре и живе боје.

## Стварање барбарске уметности у Европи
Скити су наставили свој пут према западу и ширили су тамо своју разгранату уметност. У виду једне лепезе дошли су до Бугарске (где су донели славну бронзану плакету из Гарчинова која је пресвучена златном фолијом), у Мађарску (где постоје значајна археолошка налазишта) као и Лужице (где је откривена позната ветерфелдска риба). Но односи са истоком нису били прекинути. Степе су стварале велику спојницу и њихова уметност је била у вези са Кином. Ту се одигравао процес који није имао никаквих веза са уметношћу около средоземног мора изузев неколико посуђених ствари.
На територији Русије и Мађарске била је раширена уметност Скита, али су и у Скандинавији и на северу настајали вредни примерци у металу. Ова уметност је била под утицајем Кретско – Микенске уметности где је фигурирала спирала као и геометризација са кривим линијама. Но Скандинавијска уметност се губила у гвоздено доба које је донело славу Келтима.
У првој фази гвозденог доба развио се стил који се карактерише тако да даје предност правим линијама. Она Халштатска уметност је дошла до Скита око 500. године како се може закључити на основу њихових мачева. Али у другој фази Келтске уметности долази до тога да Келти дају предност уметности кривих линија као своје властите уметности и уметничког израза.
У јужној Русији на северној обали Црног мора се пројављивао утицај Месопотамије и Грчке. Сармати су потиснули Ските у 3. веку п. н. е. и заузели су њихове територије. Око 250. п. н. е. прекорачили су Дон а око 50. п. н. е. Дњепар. Они су са собом донели уметност из степа. Тако су у последњим годинама п. н. е. у Русији створена уметничка дела која су постала велики резервоар уметничких форми. Ту је нестала уметност коју су барбари ширили по Европи.
Несмемо заборавити принос Скандинавијске уметности. Неиде ту о трговачке односе већ о чињеници да се одавде били Готи, Визигот, Остроготи који су имали одлучујуће улоге у време сеобе народа и који су гајили многе од традиција између ове две области Црнога мора и Балтичког мора у доба сеобенарода где је настала германска уметност а и делови у Мађарској су доприносили овој уметности.
Покрете народа изазвали су Хуни. Ови Татари који су од 8оо. п. н. е. ратовали са Кином припомињу скитску уметност. Хуни су били скитачки народи и дали су се у покрет 200 година после Авара који су били монголског порекла. Ови таласи су притискали барбаре даље на запад. У 5. веку је био њихов утицај врло јак. Најуниптавајући талас и утицај имали су Хуни тиме што су одагнали Готе до Црног мора (око 375. године) допринели су развоју новога стила који се родио у јужној Русији.
Уметност барбара наглашава апстрактну нефигуративну уметност степског стила. У делима германског животињског стила налазимо стопе животињског лика који је потопљен у сплет линија. Ту се јављају дивље птице са кривим кљуном која је позната још из 7. века п. н. е. отворена раља која се завршева са две спирале где једна обележава браду а друга нос и која је као мотив позната још у 1. хиљадугодишту п. н. е.

## Скандинавијска уметност
Скандинавијска уметност у доба раног средњег века била је једна од главних у оквиру културних области у Европи. Северна група германских племана је била раширена у много малих краљевина у којиме се говорило такорећи истим језицима. Постепено су се ту развиле три државе: Данска, Норвешка и Шведска које су се језички одвојиле тек у 11. веку.
Област Скандинавије је била отворена за спољашње утицаје. Шведска је имала односе са оријентом док је Данска спајала земље Балтичког и Северног мора а у Норвешку преко фјордова још пре Викинга долазило је до утицаја са западних обала у подручја копна и у унутрашњост.
Инванзија северних народа је прво била у доба 791. – 830. године а касније још 830. – 900. године учесталим упадима. У 10. и 11. вексу се ови народи домогли земаља Француске (911. године), почетком 10. века енглеске у 11. веку (1035. године) Италије а касније и Сицилије (1016. – 1091. године). Позорница за ова збивање је био цео запад. Настали су викиншке државе, на Орканејима и другим острвима, краљевство на острву Ман, у Ирској и Енглеској а на почетку 10. века војводство у Нормандији. Исланд се колонизовао.
У уметности су се спајали народне традиције и спољашњи утицаји, као што су утицаји из Византије, који је долазио из Константинопоља, кроз Кијев и Новгород а ту се наслеђивао и утицај из римске културе која је ширена на подручјима Француске и Енглеске. У 10. веку је дошло до спајања уметности Ирске и Норвешке.

## Раздобља на тлу Скандинавије
1. раздобље, тзв. стил сеобе народа (5.-7. век) када се јавља северна паганска уметност од метала богато украшена геометриским формама са животињским мотивима које су у већини слушајева направљене резбаријом или исковавањем. Овај северни стил је пројазио сличним развојем као код англосаса. Рађени су разни украси од злаћеног сребра са зооморфним образцима, велике сребрне споне од којих су најзначајније имале облик крста.
2. раздобље је тзв. венделски или континентални стил. У 7. веку је дошло до развоја новог стила. Узори и плетенице су се спајали са зооморфним облицима германских народа са меровејском културом у средњој Европи и на југу Енглеске су се појавили нови узори и мотиви (споне у облику овала са ликовима птица и змија). Била је ту примењена јако сложена геометрија са облицима којима су били представљена животињска тела. Пређашњи типови су нестали. Овај отклон од оваквих облика је припремао доба Викинга.
3. раздобље- стил викиншког доба који се још зове северно каролиншки. На прагу средњег века је још увек било чврсто закорењено паганство. У уметности се јављају најразличитији мотиви и облици. Ка мајсторским делима спада животињска глава из Осеберга као и масивно прстење из Варне (Остфјерд), огрлице и наруквице као и споне које су позлаћене а јевљају се и нови украсни мотиви.

## Почетак хришћанске ере
Стил викиншког доба се задржава у средњовековној европи и у религиозној уметности. Нарочито је био карактеристичан у радовима од дрвета као што су радови из 12. века (Ал, Стедје и др.), из 13. века штитови из 14. века. Утицаји из унутрашњости су се сјадињавали из класичнога доба нарочито у 13. веку.

## Погребишта
У пограбиштима је у свакој земљи било доста разлика. Најзначајнији гробови су били нађени у Норвешкој из 3. доба- краљевски гробови у Бору и највећи европски гроб Ракмханг недалеко од Хаугенсунда и у Сикејену. Сви гробови су били лепо украшени. Уобичајено сахрањивање је било сахрањивање у гробовима што је била традиција још од Вестфолда који су били оснивачи и ујединитељи Норвешке. Најстарији гробови са бродовима су из 6. века. У Норвешком гробу у Осенбергу су сачувани уметнички предмети као и предмети из свакодневне употребе а и предмети из занатске производње.

## Германска уметност
У уметности барбара поред зооморфних облика треба нагласити даље основне факторе; једном је то била љубав према материјалима у боји а други пут који је умногоме значајнији комбинација арабеске и плетенице у виду линија које је постепено водило у избацивање волумена.
Љубав према камену у боји као и камењу које пропушта светло, те ка емајлу имала је корене у Ирану одакле је ово долазило и са степа. Каније су је из Персије ширили римљани те готи који су је донели у Европу. Постала је уобичајена код свих барбара већ ба би на један камен стављали злато како су то радили Франци или целу мозаику како су то уобичавали радити у Скандинавији.
Откуда потиче онај сплет линија и њихов култ које се протежу по целим површинама од конца првог германског стила све до ирског књижевног сликарства и уметности код викинга ова екстаза се протеже и нараста док није добила барокне карактеристике. Основни мотив су биле плетенице које су још биле познате у Египту и Месопотамији и које су одвођене од завезеног и завијеног лана. То је био један од првих елемената који су Римљани преузели са истока и који је стално добијео на његовој важности.
Већ је дуже време у моди да се говори шта су све барбари преузели из римске уметности и пре свега из римских провинција. Но ова уметност је била под великим утицајем барбарске уметности са којом су Римљани дошли у контакте.
Могу се објаснити порекла северних плетеница у техникама којима су се поједини народи служили и које су познавали и док су код Римљана били у употреби филигранске технике са украшавањем површина жицама ови су мотиви код Острогота ка којима су они прешли били поједностављени јер су се они користили и познавали технику исковавања и ту је настала линија. Исковавање је било употребљавано не само да би се добијала контура већ се оно вршило и украшавању унутрашњости. Овом променом су прошли и ккраси који су инспирисани римским и грчким кованицама. Барбарски златари нису имали смисао за сометрију и она је била надокнађивана сложеним сплетом различитих линија и тако је настао типичан германски стил плетенице који је поново оживео у 6. веку.
Било је довољно да златник добије раље зверињег чудовишта и германски је стил био ту. Овај стил је преовладао у Европи. У Скандинавији и Британији од прадавних времена су постојале уске везе између ових области које су у 4. и 5. веку оснажене када су овамо дошли Англи и Саси римски уљези који су се после повукли. Оставштина Келта је била под утицајем долазећим културама нових придошлица. Код Лангобарда и Бургунда је било другачије и тамо је постојао проблем како се изједначити са постојећим латинским преживелостима. Ту се могу наћи и германске и средњоморске плетенице и ови се украси могу видети и код меровејских пругастих мотива. Тако долазимо до резвоја облика и стила чије је историја под велом таме из археолошког гледишта.
Но ту је још једна барбарска карактеристика плетеница која се мења у птичију главу или животињску раљу. То су метаморфозе које налазимо и код Кинезе. Фантастичне животиње (крилати бикови са људским главама) имају своје порекло у Месопотамији и отуда се та уметност раширила у Египат и Грчку где су се јавили кентаури и сирене и сл. И ово сведочи о утицајима грчке имесопотамије на степску уметност. Необичне комбинације животињских тела је могуће објаснити пореклом божанстава која су животињског порекла. Овакви се облици сусрећу у 2. веку п. н. е. као и код ирских творевина у 8. веку те у уметности Викинга у 9. веку а јављају су и у 11. и 12. веку на порталима Норвешких цркава.